# Хисматуллина, Зулейха Гатаулловна
Зулейха́ Гатау́лловна Хисмату́ллина (тат. Зөләйха Гатаулла кызы Хисмәтуллина, (22 ноября 1922, Казань — 1994, Казань) — певица, солистка Татарского театра оперы и балета имени Мусы Джалиля, педагог, профессор, заведующая кафедрой сольного пения Казанской консерватории. Заслуженная артистка Татарской АССР. Народная артистка РСФСР (1966). Народная артистка Республики Татарстан (1992).

## Биография
Зулейха Гатаулловна Хисматуллина родилась 22 ноября 1922 г. в Казани. Песня, музыка и театр в жизнь девочки вошли очень рано. Дома любили народную песню, родители девочки были большими поклонниками домашнего музицирования. Брат матери Галимджан работал в Татарском государственном академическом театре. На спектакли театра с дядей приходила и Зулейха. Приходила намного раньше публики и наблюдала, как артисты готовятся к представлению. Потом, забыв обо всем на свете, сидела в зале. Способная девочка быстро запоминала песни и сложные арии музыкальных драм и довольно точно пела их сама.
Начальное музыкальное образование Зулейха получила в казанской детской музыкальной школе № 1. В возрасте 16 лет Хисматуллина начала петь в вокальном ансамбле радиокомитета. По совету композитора Джаудата Файзи, который был тогда музыкальным редактором на радио, в 1940 г. она поступила в музыкальное училище при Ленинградской государственной консерватории (класс З. Р. Артемьевой-Леонтьевской). С началом Великой Отечественной войны вернулась в Казань и в 1942—1945 гг. обучалась пению в Казанском музыкальном училище (класс Е. В. Кузьминой, Е. Г. Ковельковой, В. А. Рожковской).

## Творчество
На оперной сцене Хисматуллина дебютировала в победном 1945 году в опере Н. Жиганова «Алтынчеч» (партия Каракаш). Музыкальная критика уже тогда обратила внимание на необыкновенную свежесть и притягательность голоса певицы. В этом же году Хисматуллина поступила в только что открывшуюся Казанскую государственную консерваторию (класс В. А. Рожковской, и. о. профессора К. Е. Цветова), которую успешно окончила в 1950 году.
С 1945 по 1976 гг. Зулейха Хисматуллина — солистка Татарского государственного театра оперы и балета им. М. Джалиля. На оперной сцене певица создала более 40 ярких, запоминающихся образов, среди которых Чио-Чио-сан в «Мадам Баттерфляй» Дж. Пуччини, Татьяна в «Евгении Онегине» П. Чайковского, Земфира в «Алеко» С. Рахманинова, Аида в одноименной опере Дж. Верди… Красота наполненного звучания, поистине инструментальная гибкость, редкая сила и в то же время мягкость голоса позволяли З. Хисматуллиной воплощать партии самого различного характера.
Ряд композиторов Татарстана посвятили Зулейхе Хисматуллиной свои работы. Главные партии опер «Намус» и «Тюляк» Н. Жиганова, «Самат» и «На берегу Демы» Х. Валиуллина, «Неотосланные письма» Дж. Файзи были написаны в расчете на творческую индивидуальность певицы. Зулейха Гатаулловна — первая исполнительница многих известных песен и романсов М. Музаффарова, А. Ключарёва, А. Монасыпова, З.Хабибуллина, Р. Яхина, И.Шамсутдинова и других. «Я очень счастлива, — говорила певица о себе. — Мое счастье в любимом труде. Музыка, песня вселяют в меня силу и уверенность».
С 1961 г. Зулейха Хисматуллина преподавала сольное пение в Казанской государственной консерватории (с 1977 г. — доцент, с 1983 г. — профессор). Многие её ученики ныне успешно работают в оперных и музыкальных театрах, филармониях страны, занимаются преподавательской деятельностью.

## Репертуар
- Аида «Аида» Дж. Верди
- Альфия «Самат» Х. Валиуллин
- Амелия «Бал-маскарад» Дж. Верди
- Джоконда «Джоконда» А. Понкьелли,
- Жена поэта «Джалиль» Н. Жиганов
- Земфира «Алеко»С. Рахманинов
- Зубаржат «Наемщик» С.Сайдашев, А. Ключарёв
- Каракаш «Алтынчеч» Н. Жиганов
- Катерина «Катерина Измайлова» Д. Шостакович
- Кума «Чародейка» Чайковский
- Купава «Снегурочка» Н. Римский-Корсаков
- Леонора Трубадур Дж. Верди
- Лида «Битва при Леньяно» Дж. Верди
- Лиза «Пиковая дама» Чайковский
- Мария «Мазепа» Чайковский
- Маша «Дубровский» Ф. Направник
- Мими «Богема» Дж. Пуччини
- Наташа «Русалка» А. Даргомыжский
- Нафиса «Намус» («Честь») Н. Жиганов
- Райхана «Качкын» («Беглец») Н. Жиганов
- Сантуцца «Сельская честь» П. Масканьи
- Тамара «Демон» А. Рубинштейн
- Татьяна «Евгений Онегин» Чайковский
- Тоска «Тоска» Дж. Пуччини
- Фарида «На берегу Дёмы» Х. Валиуллин
- Чио-Чио-сан Дж. Пуччини
- Ярославна «Князь Игорь» А. Бородин и др.

## Звания и награды
- Заслуженная артистка Татарской АССР
- Народная артистка РСФСР (1966)
- Народная артистка Республики Татарстан (1992)